# Russ Prize
Der Fritz J. and Dolores H. Russ Prize ist ein von der United States National Academy of Engineering (NAE) im Oktober 1999 etablierter Preis für Ingenieurwesen. Benannt nach Fritz Russ, dem Gründer von Systems Research Laboratories, und seiner Frau Dolores Russ wird dieser Preis von der Stiftung an Menschen verliehen, die eine „signifikante Auswirkung auf die Gesellschaft gaben und einen umfassenden Fortschritt auf das menschliche Befinden beitrugen“.
Die NAE verleiht den Preis alle zwei Jahre. Den Gewinnern wird ein Preis in Höhe von $ 500.000 und eine Goldmedaille verliehen. Zusammen mit dem Gordon Prize und dem Draper Prize wird der Russ Prize auch der „Nobelpreis für Ingenieurwissen“ genannt.

## Preisträger
| Jahr | Preisträger                                                                                   | Nationalität                  | Begründung |
| ---- | --------------------------------------------------------------------------------------------- | ----------------------------- | --- |
| 2001 | Earl E. Bakken Wilson Greatbatch                                                              | USA                           | “for their independent development of the implantable cardiac pacemaker.” |
| 2003 | Willem Kolff                                                                                  | USA                           | “for his pioneering work on artificial organs, beginning with the kidney, thus launching a new field that is benefiting the lives of millions.”                                              |
| 2005 | Leland Clark                                                                                  | USA                           | “for bioengineering membrane-based sensors in medical, food, and environmental applications.”                                                                                                |
| 2007 | Yuan-Cheng Fung                                                                               | USA                           | “for the characterization and modeling of human tissue mechanics and function leading to prevention and mitigation of trauma.”                                                               |
| 2009 | Elmer L. Gaden                                                                                | USA                           | “for pioneering the engineering and commercialization of biological systems for large-scale manufacturing of antibiotics and other drugs.”                                                   |
| 2011 | Leroy Hood                                                                                    | USA                           | “for automating DNA sequencing that revolutionized photobiomedicine and forensic science.”                                                                                                   |
| 2013 | Samuel E. Blum Rangaswamy Srinivasan James J. Wynne                                           | USA Indien USA                | “for the development of laser ablative photodecomposition, enabling LASIK and PRK eye surgery.”                                                                                              |
| 2015 | Blake S. Wilson Graeme M. Clark Erwin Hochmair Ingeborg Hochmair-Desoyer Michael M. Merzenich | USA Australien Österreich USA | “for engineering cochlear implants that enable the deaf to hear.” |
| 2017 | Adolf F. Fercher James G. Fujimoto Christoph K. Hitzenberger David Huang Eric A. Swanson      | Österreich USA Österreich USA | “for optical coherence tomography, leveraging creative engineering to invent imaging technology essential for preventing blindness and treating vascular and other diseases”                 |
| 2019 | Julio Palmaz Leonard Pinchuk Richard Schatz John Simpson Paul Yock                            | USA                           | “for innovations leading to the widespread adoption of percutaneous coronary intervention”                                                                                                   |
| 2023 | David R. Walt                                                                                 | USA                           | “for the development of microwell arrays that greatly advanced the fields of genomics and proteomics”                                                                                        |
| 2025 | Ian Alexander Shanks                                                                          | Vereinigtes Königreich        | “for the invention of the electrochemical capillary fill device (eCFD), which gives diabetes patients and caregivers accurate and timely blood glucose measurements for diabetes management” |